# Unionvorstadt

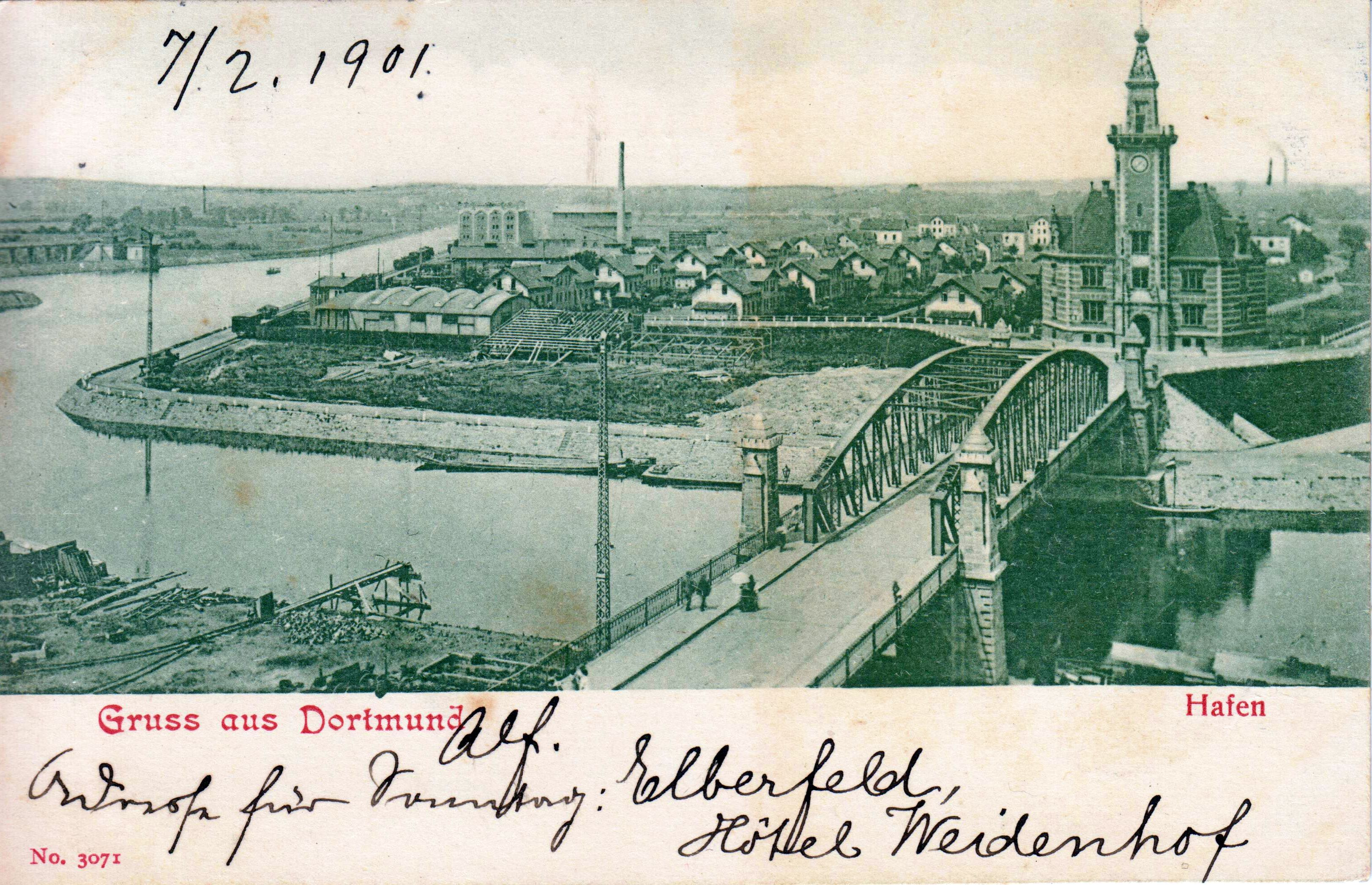
Ansichtskarte mit Hafenamt und Union-Vorstadt

Historische Darstellung des Dortmunder Hafens mit Union-Vorstadt inklusive Erweiterungspläne (hellblau dargestellt).

Der Dortmunder Hafen im Jahre 1899 – stilisierter Lageplan mit Union-Vorstadt

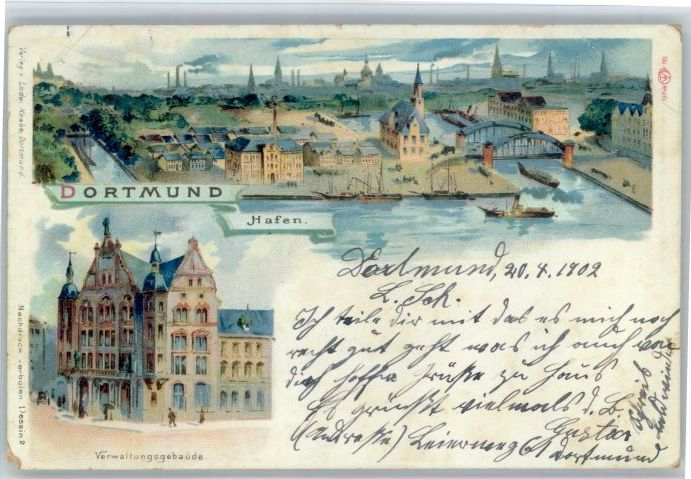
Seltene Seitenansicht Hafenamt und Union-Vorstadt (sowie altes Rathaus)

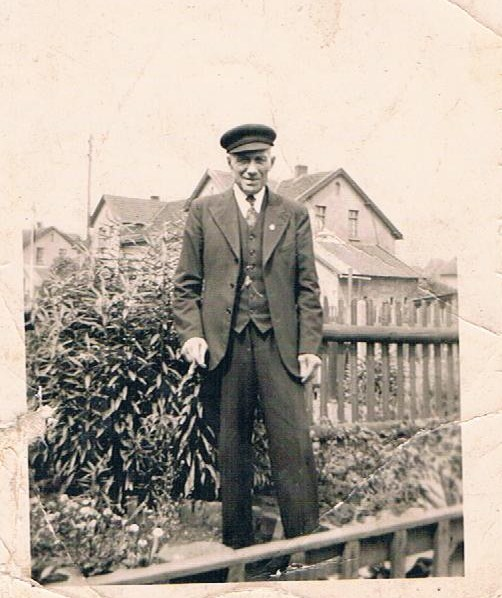
Franz Schaffrin vor seinem Haus in der Union-Vorstadt (ca. 1940)

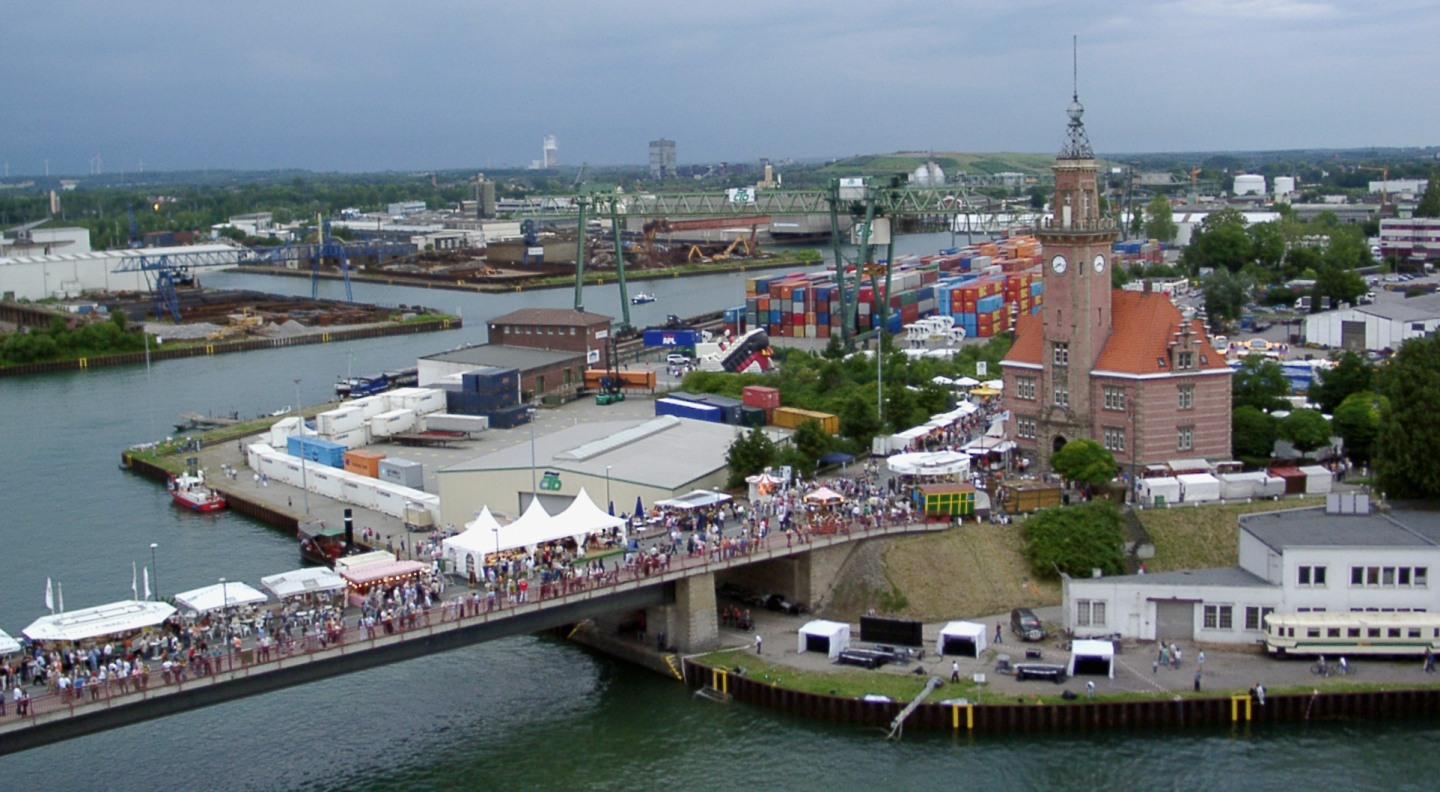
Das Gelände mit Containerterminal beim Hafenfest im Jahr 2004

Die Unionvorstadt, auch Union-Vorstadt, war eine Werkssiedlung des Montankonzerns Dortmunder Union. Sie wurde 1871 am nördlichen Rand des damaligen Stadtgebietes von Dortmund errichtet. Durch den Bau des Hafens Dortmund, der 1899 eingeweiht und bis in die 1920er Jahre durch weitere Hafenbecken ausgebaut wurde, wurde die Siedlung aus 40 Gebäuden zu einer Wohnenklave mitten im Hafengelände. Im Zweiten Weltkrieg stark zerstört, wurde sie nur noch provisorisch wieder aufgebaut und 1961 abgerissen und die freiwerdenden Flächen den Gewerbegebieten des Hafens zugewiesen.

## Entstehung
Die Unionvorstadt wurde nach englischem Vorbild (Anordnung der Parzellen in Blockform) errichtet. Die Siedlung bestand überwiegend aus Doppelhäusern und einigen wenigen, damals noch kaum verbreiteten Mehrfamilienhäusern. Mit 40 Gebäuden (30 Wohngebäude, 8 Meisterhäuser, 1 Lebensmittelladen, 1 Amtsbau) bot das Viertel ca. 95 Familien einen damals modernen Wohnraum. An die Wohnhäuser gliederten sich kleine Gartenparzellen und je ein Schuppen nach Vorbild der Siedlung Eisenheim in Oberhausen an.
Die Unionvorstadt wurde ab 1895 förmlich vom Hafen-Neubau umzingelt. Hinter dem 1899 neu entstandenen Hafenamt (Altes Hafenamt Dortmund) erstreckte sie sich bis zum Nordhafen. Die Begrenzung bildeten damals folgende Straßen:
- Kornweg, Landwehrstraße (später Sunderweg) im Westen und Süden
- Kanalstraße, Schäferstraße im Norden und Osten

## Die Menschen
Zunächst bewohnten nur die höhergestellten Arbeiter, wie Meister oder Schichtleiter die damals hochwertige Neubausiedlung. Mit dem Bau des Hafens, der Industrialisierung der Umgebung und dem Lärm der Hafenkräne verschwanden die „Besserverdienenden“ und einfache Arbeiter zogen ein. Es entstand im Laufe der 1930er Jahre eine Mischung verschiedener Nationen, bis die damalige Politik eine weitere Ansiedlung von Gastarbeitern unterband. Über die Biografien von Bewohnern sind heute nur noch wenige Zeugnisse zugänglich.

## Ende der Siedlung
Nachdem im Zweiten Weltkrieg fast 90 Prozent der Siedlung in Schutt und Asche lagen und der Wiederaufbau im Viertel nur schleppend und provisorisch voranging, fiel 1960 die Entscheidung, die Union-Vorstadt abzureißen, ihre Bewohner umzusiedeln und die freiwerdenden Flächen den Gewerbegebieten des Hafens zuzuweisen. Die 1961 geplante Erweiterung des Dortmunder Hafens wurde endgültig zum Anlass genommen, die marode Siedlung abzureißen.
Bereits 1951 wurde von der VEBA Wohnstätten mit dem Bau einer neuen Union-Siedlung in Huckarde begonnen, die nach den vorherrschenden Straßennamen auch als Eisheiligen-Siedlung bezeichnet wird. Sie gehört heute zur Deutschen Annington.

## Spurensuche
Noch heute kann man einige Überreste der alten Union-Siedlung im Hafen Dortmund finden. Alte Bordsteine, Straßenfragmente, abgesägte Laternenmaste und einige Mauerreste sind die letzten Zeugen dieser Werkssiedlung. Die ehemalige Siedlungsfläche wird heute von einer Spedition als Lagerplatz genutzt. Bis nach dem Jahr 2000 gab es noch Zusammenkünfte ehemaliger Bewohner.